# 道格拉斯冰川
73°31′S 61°45′W / 73.517°S 61.750°W
道格拉斯冰川是南極洲的冰川，位於帕爾默地，在布魯姆山以北與布萊恩冰川匯流，美國地質調查局根據測量和美國海軍空中照片把該冰川繪入地圖，以生物學家命名。